# Hahnentorburg

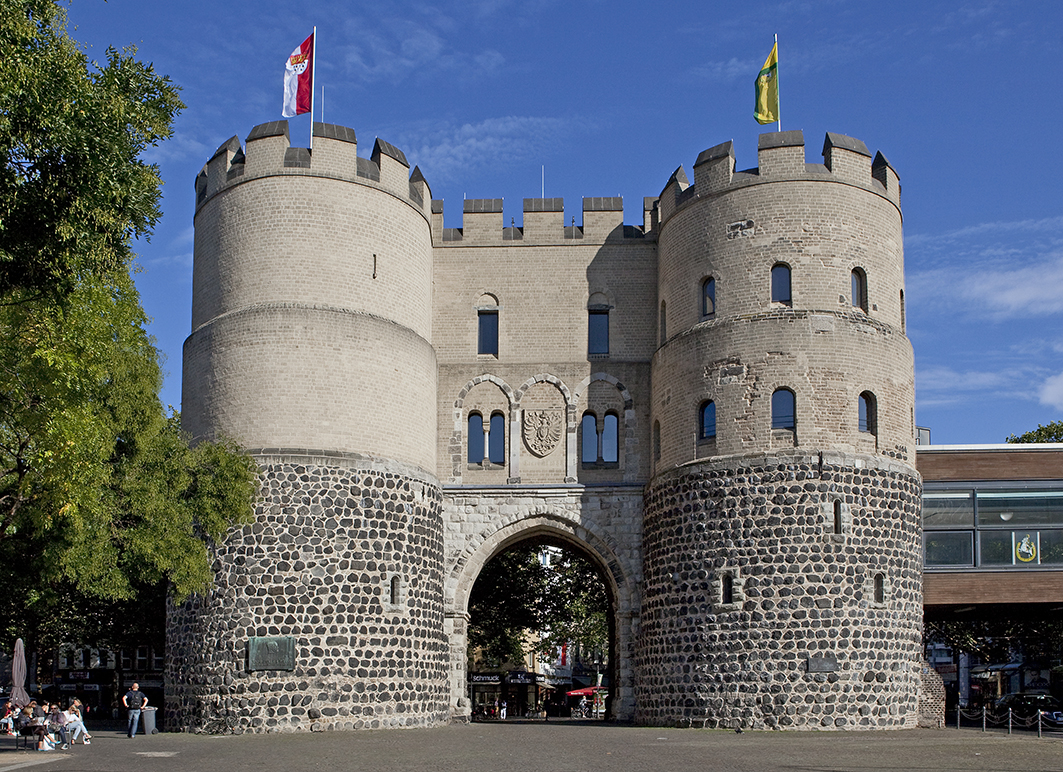
Hahnentorburg (2009)

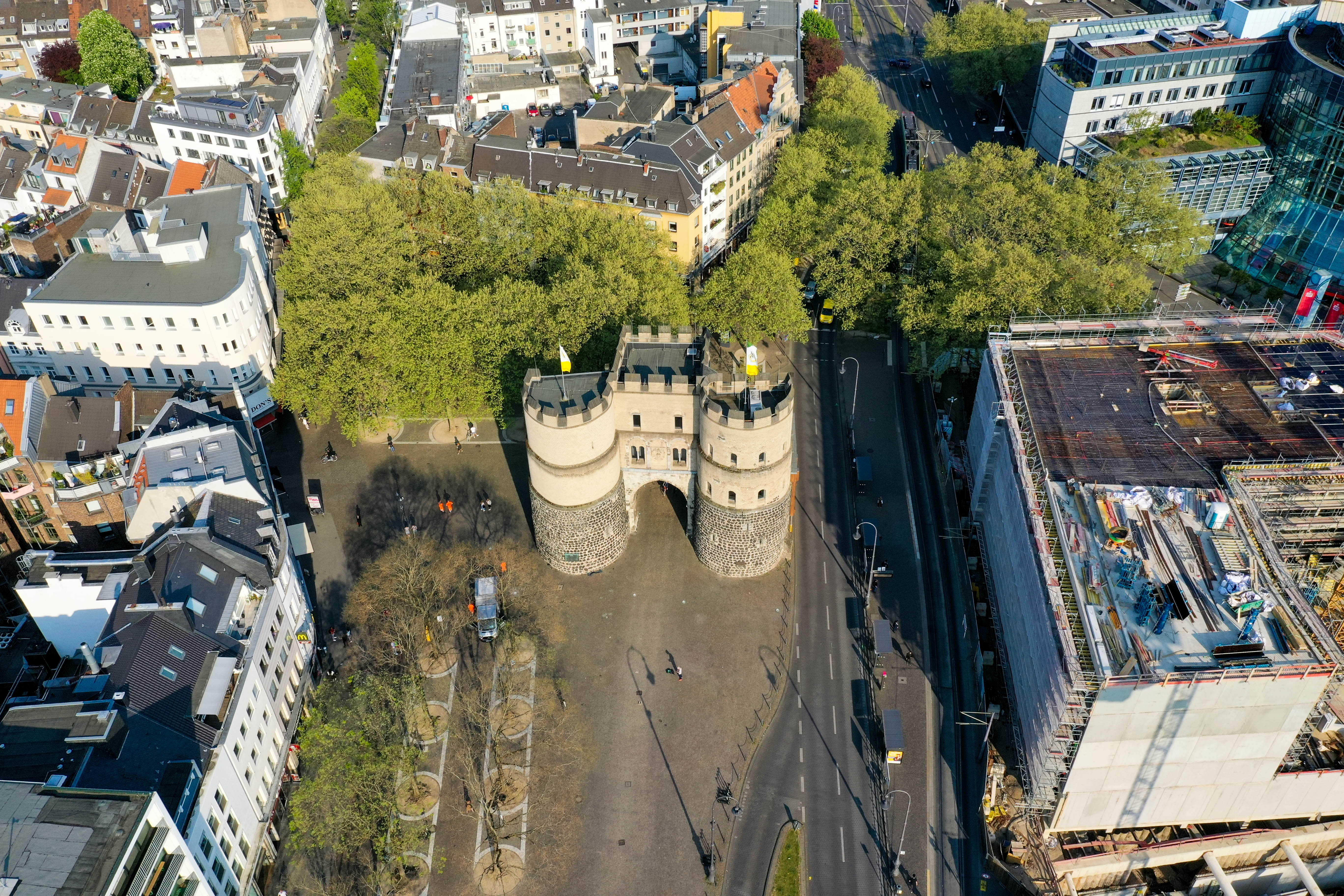
Der Rudolfplatz mit dem Tor (2020)

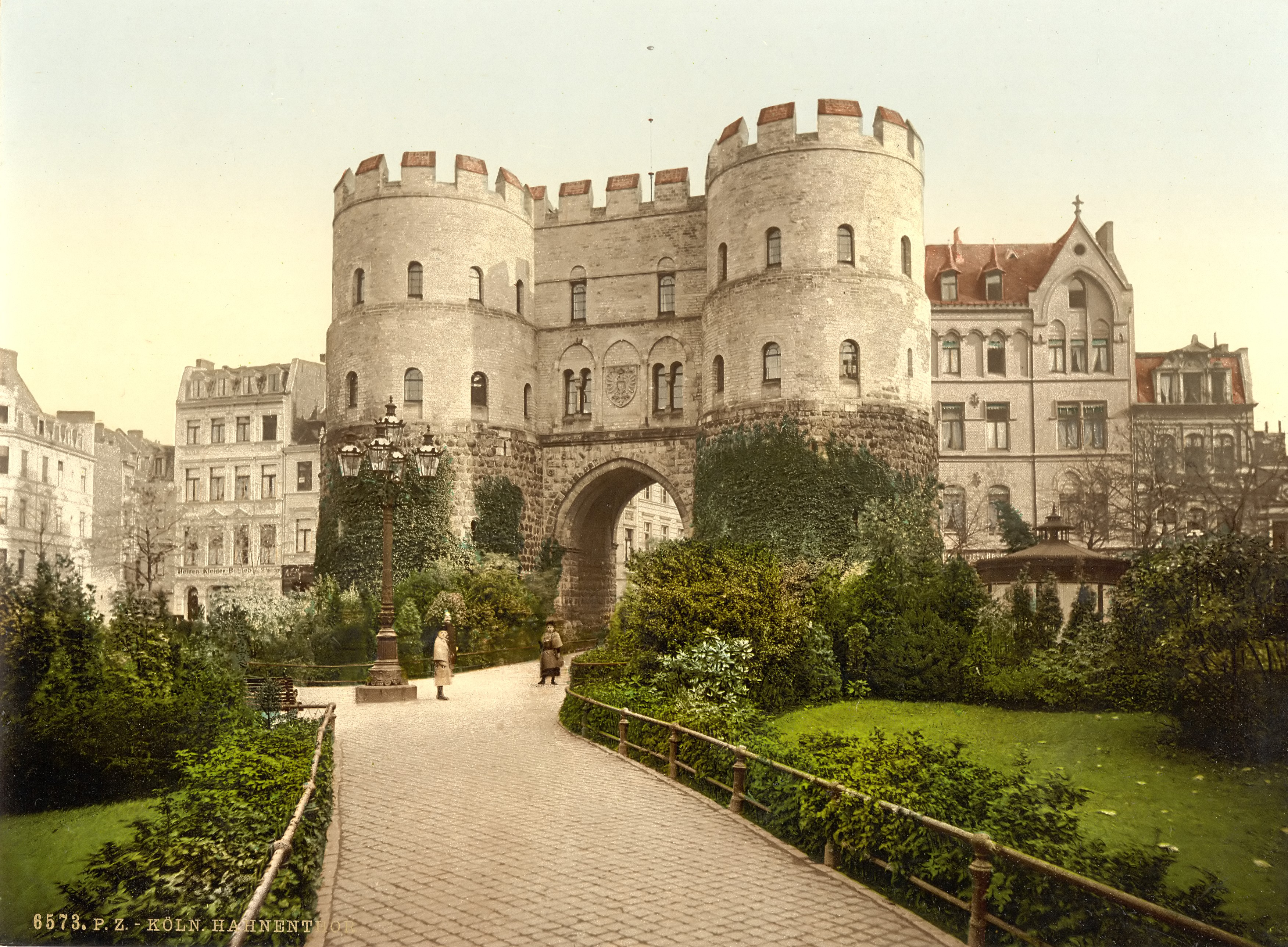
Hahnentorburg um 1900

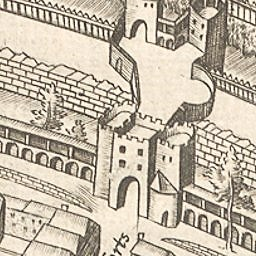
Hahnentor auf der Kölner Stadtansicht von 1570 des Arnold Mercator

Die Hahnentorburg ist eine von ursprünglich zwölf Torburgen in der acht Kilometer langen mittelalterlichen Stadtmauer von Köln (1180–1220) und sicherte den westlichen Zugang zur Stadt an der Straße nach Aachen und Jülich. Sie liegt am heutigen Rudolfplatz.

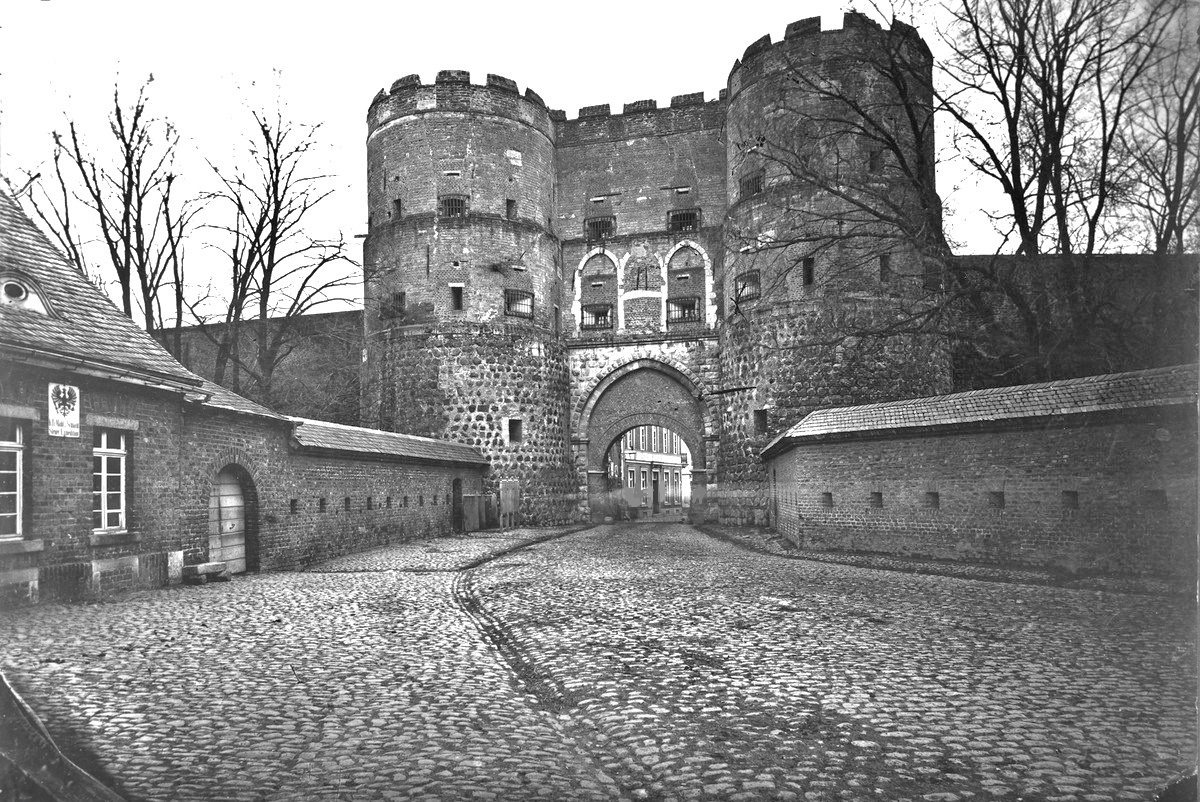
Rudolfplatz – Hahnentor, Feldseite vor Abbruch der Stadtmauer (1880)

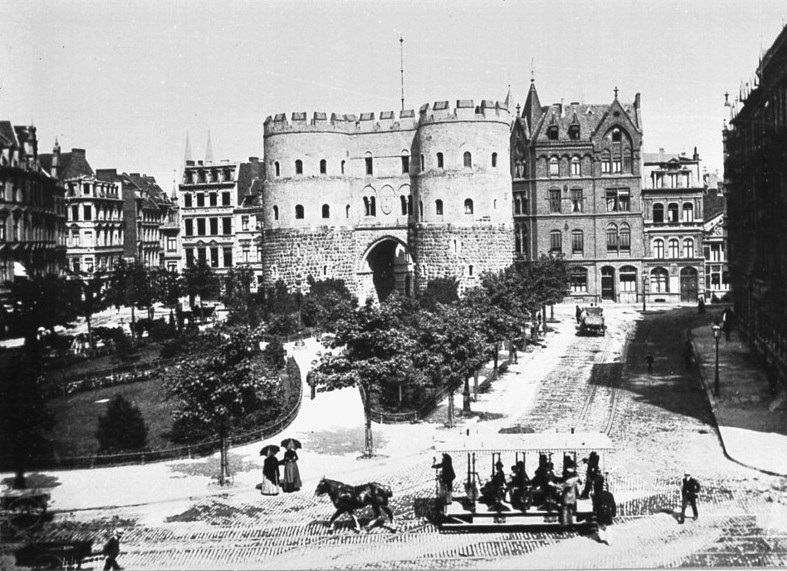
Rudolfplatz – Hahnentor, Pferdebahn (um 1890)

## Entstehungsgeschichte
Das Tor wurde Anfang des 13. Jahrhunderts als Doppelturmtor erbaut und 1264 erstmals erwähnt. Ähnlich diesem Tortyp ist das noch bestehende Eigelsteintor im Norden der Stadtmauer und das abgerissene Gereonstor im Nordwesten.
Durch das Hahnentor betraten im Mittelalter die Könige nach ihrer Krönungs-Zeremonie in Aachen die Stadt über die Aachener Straße und zogen zum Schrein der Heiligen Drei Könige in den Kölner Dom. Die Torburg wurde als Gefängnis genutzt, unter anderem für den Wanderprediger Adolf Clarenbach, Johann Klopreis und den Zeichner, Lithograf, Verleger und Geldfälscher Jodocus Schlappal. Am 3. April 1528 wurden die Ketzer Adolf Clarenbach und Johann Klopreis in der Hahnentorburg eingekerkert. Während Klopreis in der Silvesternacht 1528 die Flucht gelang, wurde Clarenbach und der „Gotteslästerer“ Peter Fliesteden am 28. September 1529 auf dem Melaten-Friedhof verbrannt.
Der Name des großen Tores leitet sich möglicherweise von „Hageno von Anselm“ ab, einem früheren Grundbesitzer gleichen Namens aus dem 12. Jahrhundert, nach dem sie zunächst Hanenporcen und dann Hagenenporcen hieß. Nach anderen Quellen geht die Herleitung auf Hano („Hain“) zurück, also „Holzpforte“ oder „Holztor“ wegen der Waldgebiete entlang der nach Aachen führenden Straße außerhalb der Stadtmauer. In der Kölner Stadtansicht von 1570 des Arnold Mercator hieß sie „Hanenpforts“, die durch sie führende Straße war die „Hanen straiß“ (die heutige Hahnenstraße). Auf der Tranchot-Karte von 1808 hieß dieses Tor Porte du Coq („Hahnentor“). Bei der Straßenumbenennung nach dem Beschluss vom 16. Dezember 1812 wurde es Port des Coqs oder „Hahnen-Pforte“ benannt.
Am 18. Mai 1877 wurde am Hahnentor die erste Strecke der Kölner Pferdebahn eröffnet. Der Rat der Stadt Köln beschloss am 26. Februar 1881, das Areal der Stadtmauer und das zugehörige Militärgelände zu erwerben, bereits am 28. Februar 1881 unterschrieb der Oberbürgermeister Hermann Becker den Kaufvertrag über den Erwerb des Festungsgeländes. Am 5. Mai 1881 wurde der Kaufvertrag zwischen der Stadt Köln und dem Kriegsministerium (Militärfiskus) durch Bestätigung des Reichskanzlers Otto von Bismarck rechtswirksam, durch den die Stadt das Areal von 122,5 Hektar zum Kaufpreis 11,74 Millionen Mark erwarb. Am 4. November 1881 übergab der preußische Militärfiskus das mittlere Drittel des Festungsrayons vom Weyertor bis zum Gereonstor an die Stadtverwaltung. Erst am 5. Juni 1883 ging der Teil von Weyertor bis zum Rhein in städtisches Eigentum über, am 5. Juli 1895 folgte der Rest vom Gereonstor nach Norden bis zum Rhein. Die Abbrucharbeiten an der mittelalterlichen Stadtmauer begannen am 11. Juni 1881 in Höhe des Gereonstors. Die Stadtverwaltung hatte sich bewusst entschieden, nur noch vier Torburgen in das neue Stadtbaukonzept zu integrieren, nämlich Hahnentor, Severinstorburg, Eigelsteintorburg, der Rest der Ulrepforte und vier kurze Mauerstücke an der Bottmühle, am Severinstor, am Hansaplatz und am Sachsenring sowie Bayenturm.
Der westlich an das Hahnentor anschließende Platz hieß seit dem 4. Mai 1882 Hahnentorplatz, ein Jahr später wurde er am 20. Dezember 1883 in Rudolfplatz umbenannt. Wie die Eigelsteintorburg wurde auch die Hahnentorburg vom Stadtbaumeister Josef Stübben um 1890 restauriert (Inschrift unter dem Adlerwappen auf der Feldseite: Erneuert 1888) und als Historisches Museum, Vorgänger des Stadtmuseums, eingerichtet. Auf den Turmdächern wurden nachgebaute mittelalterliche Wurfmaschinen weithin sichtbar aufgestellt.
Die Hahnentorburg wurde im Zweiten Weltkrieg schwer beschädigt. Der von der Feldseite aus links gelegene Halbturm war weitgehend zerstört. Später diente das Tor als Ausstellungsgebäude des Berufsverbandes Bildender Künstler. Seit 1988 beheimatet es die Karnevalsgesellschaft EhrenGarde der Stadt Köln 1902 und ein Kasino, das angemietet werden kann.
Neben der Hahnentorburg sind weitere Torburgen erhalten. Die Severinstorburg, die Ulrepforte und die Eigelsteintorburg sind neben dem Sachsenturm gut erhaltene Zeugnisse der umfassend genutzten Stadtbefestigung von Köln.